# Pawilon Edukacyjny Kamień
Pawilon Edukacyjny Kamień – pawilon edukacyjny znajdujący się na Golędzinowie, w dzielnicy Praga-Północ w Warszawie. 

## Opis
Pawilon znajduje się między nabrzeżem Wisły a ulicą Wybrzeże Puckie. Został wybudowany w ramach projektu pn. „Ochrona siedlisk kluczowych gatunków ptaków Doliny Środkowej Wisły w warunkach intensywnej presji aglomeracji warszawskiej”, dzięki wsparciu udzielonemu ze środków pochodzących z dofinansowania Komisji Europejskiej w ramach instrumentu finansowego LIFE+ oraz z dotacji Narodowego Funduszu Ochrony Środowiska i Gospodarki Wodnej.
Budynek przypominający wielki głaz polodowcowy wraz z otaczającą go polaną został zaprojektowany przez eM4 Pracownia Architektury Brataniec. Kamień węgielny wmurowano w kwietniu 2018 roku. Pawilon został oddany do użytku w 2020 roku. Obiekt zdobył Grand Prix Nagrody Architektonicznej „Polityki”, Nagrodę Architektoniczną Prezydenta m.st. Warszawy, nagrodę w XXIV edycji konkursu Polski Cement w Architekturze oraz II nagrodę w XV edycji Konkursu Towarzystwa Urbanistów Polskich na najlepiej zagospodarowaną przestrzeń publiczną. Otrzymał także nominację do nagrody Mies van der Rohe Award 2022.
Pawilon jest głównym punktem edukacji ekologicznej Zarządu Zieleni m.st. Warszawy, miejscem warsztatów edukacyjnych, spacerów przyrodniczych, spotkań, debat, zielonych inicjatyw mieszkańców oraz współpracy z organizacjami pozarządowymi i ośrodkami naukowymi.